# Rentenbezugsdauer
Als Rentenbezugsdauer bezeichnet man in Deutschland die Zeit, in der ein Beitragszahler der gesetzlichen Rentenversicherung eine Rente erhält. Sie berechnet sich aus der Differenz des zwischen dem Jahr des Rentenbeginns und dem des Rentenwegfalls durch Tod. In der privaten Rentenversicherung ist die erwartete Rentenbezugsdauer eine wesentliche Kalkulationsgröße zur Berechnung des benötigten Deckungskapitals.

## Allgemeines
Die Rentenbezugsdauer hängt vom Renteneintrittsalter einerseits und der durchschnittlichen Lebenserwartung andererseits ab. Die Rentenbezugsdauer wird überwiegend als statistische Größe genutzt. Dabei richtet sich das statistische Renteneintrittsalter als Durchschnitt des Erstbezugs aller Neurentner eines Jahres berechnet und die Lebenserwartung anhand der Sterbetafeln vorhergesagt. Diese Größe dient der Planung der Ausgaben der gesetzlichen Rentenversicherung. Die Ausgaben der Rentenversicherung für Altersrenten ist die Rentenbezugsdauer mal der Durchschnittsrente.
Daneben kann eine individuelle Rentenbezugsdauer je Rentner ermittelt werden.
Die Rentenbezugsdauern sind je nach Bevölkerungsgruppe unterschiedlich. So haben Frauen eine deutlich längere Rentenbezugsdauer als Männer. Auch nach Berufsgruppen gibt es deutliche Unterschiede. Diese sind einerseits getrieben durch unterschiedliche Lebenserwartungen. Ein hoher Bildungsabschluss, Berufsstatus oder ein hohes Einkommen verlängern die Lebenserwartung signifikant.  Auf der anderen Seite ist auch der Anteil der Menschen, die vorzeitig in den Vorruhestand gehen, je nach Branche unterschiedlich hoch.
Da die Summe der über die gesamte Rentenbezugsdauer erhaltenen Rentenzahlung das Produkt aus individueller Rentenhöhe und individueller Rentenbezugsdauer ist, erhalten im Durchschnitt Menschen mit langer Rentenbezugsdauer mehr Rente als solche mit kurzer. Dies wird unter Gerechtigkeitsaspekten diskutiert.

## Entwicklung der Rentenbezugsdauer
Die durchschnittliche Rentenbezugsdauer hat sich aufgrund der steigenden Lebenserwartung seit Anfang der 1960er Jahre auf nahezu 20 Jahre verdoppelt. In Westdeutschland stieg sie bei den Männern von 9,6 Jahre 1960 – über 13,9 Jahre 1990 – auf 15,3 Jahre 2007 und 18,2. Bei den westdeutschen Frauen erhöhte sie sich von 10,6 Jahre 1960 – über 17,2 Jahre 1990 – auf 19,4 Jahre 2007. Für die neuen Bundesländer liegen ähnliche weit zurückliegende Daten nicht vor. Die durchschnittliche Rentenbezugsdauer dort lag 2007 zwischen 13 Jahren bei Männern und 22 Jahren bei Frauen. 2019 betrug die Rentenbezugsdauer gesamtdeutsch für Männer 18,2 und für Frauen bei 21,1 Jahren.

## Maßnahmen zur Beeinflussung der Rentenbezugsdauer
Da die Lebenserwartung durch die Rentenpolitik nicht beeinflusst werden kann, ist das Renteneintrittsalter der einzige Faktor der Rentenpolitik zur Beeinflussung der Rentenbezugsdauer. Maßnahmen sind zum einen Verringerung der Zahl der Menschen, die vorgezogene Altersrente erhalten und die Erhöhung des Renteneintrittsalters.
Der Rentenbeginn, also das Alter ab dem die Auszahlung der Rente beginnt, ist in der gleichen Zeitspanne seit 1960 nur um etwa 2 Jahre auf 61 Jahre verschoben worden. Der Gesetzgeber strebt in Deutschland mit der schrittweisen Erhöhung der Regelaltersgrenze (von 65 Jahre für vor 1947 geborene Versicherte auf 67 Jahre für ab 1964 geborene Versicherte) und den Altersgrenzen für weitere Altersrententatbestände, wie die „Altersrenten für (besonders) langjährig Versicherte“ und „Altersrente für schwerbehinderte Menschen“ an, die Rentenbezugszeiten infolge der höheren Lebenserwartung zu verkürzen, um die Ausgaben der Rentenversicherung zu senken. Diese Maßnahme senkt die Rentenbezugsdauer.
2014 wurde die Altersgrenze für die Rente für besonders langjährig Beschäftigte für Jahrgänge vor 1953 auf 63 Jahre gesenkt. Ab Jahrgang 1953 steigt die Altersgrenze pro Jahrgang um zwei Monate und liegt ab Jahrgang 1964 bei 65 Jahren. Diese Maßnahme erhöht die Rentenbezugsdauer.